# 夢的間隙
《夢的間隙》，是日本女性歌手aiko的第33張單曲。2015年4月29日由PONY CANYON發行。

## 簡介
繼前一張單曲「我的對面」約5個月後發行的單曲為2015年第一張單曲。 初回限定式樣盤為彩色CD托盤式樣，並附上限定寫真歌詞本。
B面曲則收錄了朋友株式會社「Beautylabo Whip Hair Color」的電視廣告歌曲「拾起未來」等曲目。
同時發售Love Like Rock vol.7會場限定盤『雖然不能嚼呢！CD』，為aiko首次在音樂作品上嘗試CD+DVD型態

## 收錄曲目
- 全作詞/作曲：AIKO
- 編曲：M1、M3、M4：OSTER project / M2：Kano Kawashima

◼︎初回限定式樣盤、通常式樣盤
1. 夢的間隙
2. 拾起未來
（朋友株式會社「Beautylabo Whip Hair Color」電視廣告歌曲）
3. 再見遊樂園
4. 夢的間隙（instrumental）

◼︎Love Like Rock vol.7會場限定盤『雖然不能嚼呢！CD』
CD
1. 夢的間隙

DVD（LOVE LIKE POP Vol.17.5 SPECIAL MOVIE）
1. 恋のスーパーボール(Bossa ver.)
2. ポニーテール
3. 大切な人

同時收錄「Love Like Pop vol.17.5」後台影像

## 外部連結
- ポニーキャニオンによる作品紹介